# Gaten Matarazzo
Pour les articles homonymes, voir Matarazzo.
Ne doit pas être confondu avec Heather Matarazzo.
Gaten Matarazzo, né le 8 septembre 2002 à Little Egg Harbor Township dans le New Jersey, est un acteur américain.
Il est surtout connu pour son rôle de Dustin Henderson dans Stranger Things.
Gaten, tout comme l'actrice Milly Shapiro, est atteint de dysplasie cléidocrânienne, une maladie rare qui déforme la mâchoire et entraîne un retard de la formation des os.

## Biographie

### Enfance
Gaten Matarazzo naît le 8 septembre 2002, à Little Egg Harbor Township, dans le New Jersey de Gaten Matarazzo Sr et de Heather Matarazzo — à ne pas confondre avec l'actrice américaine Heather Matarazzo. Il a une sœur, Sabrina, et un frère, Carmen. 

### Carrière
Gaten Matarazzo commence sa carrière à Broadway dans la comédie musicale Priscilla, Queen of the Desert The Musical et comme Gavroche dans Les Misérables.
Depuis 2016, il est engagé à interpréter le personnage de Dustin Henderson dans la série Stranger Things pour Netflix. Il apparaît dans les 3 saisons de la série et dans la saison 4, sortie en mai 2022. Il apparaît dans le clip Swish Swish de Katy Perry.
En 2019, il crée sa propre série Cauchemars et Canulars (Prank Encounters), également pour Netflix.
En mai 2022, le retour de Gaten Matarazzo à Broadway est annoncé, rejoignant le casting final de la comédie musicale Dear Evan Hansen dans le rôle de Jared Kleinman. Il joue dans le film Paramount+ Honor Society avec Angourie Rice, sorti le 29 juillet 2022. Il double la voix du dragon dans l'adaptation cinématographique de Cartoon Saloon de la série de romans Le Dragon de mon père de Ruth Stiles Gannett. Gaten Matarazzo revient à Broadway en tant que Toby dans la reprise de Sweeney Todd, aux côtés de Josh Groban et Annaleigh Ashford.

### Vie privée
Gaten Matarazzo est atteint d'une maladie constitutionnelle de l'os appelée dysplasie cléidocrânienne, qui se caractérise par un retard de la fermeture fontanelles du crâne. En janvier 2020, il a subi sa quatrième opération.
Il est en couple depuis 2018 avec Lizzy Yu, la future actrice d'Azula dans l'adaptation live-action de Netflix d'Avatar, le dernier maître de l'air.

## Filmographie

### Cinéma

#### Longs métrages
- 2018 : Zach's Lie de Erahm Christopher : Darell Gill
- 2019 : Angry Birds : Copains comme cochons de Thurop Van Orman et John Rice : Bubba (voix)
- 2022 : Honor Society de Oran Zegman : Michael Dipnicky
- 2022 : Le Dragon de mon père (My Father's Dragon) de Nora Twomey : le Dragon (voix)
- 2023 : Hump : Rami (voix)
- 2025 : La Ferme des animaux (Animal Farm) d'Andy Serkis (voix)

### Télévision

#### Séries télévisées
- 2015 : Blacklist (The Blacklist) : Finn
- depuis 2016 : Stranger Things : Dustin Henderson
- 2019 : Cauchemars et canulars (Prank Encounters) : lui-même

### Clips
- 2017 : Jimmy Fallon's Golden Globes 2017 Opening de Jimmy Fallon
- 2017 : Katy Perry - Swish Swish (featuring Nicki Minaj) : un basketteur dans l'équipe des tigers avec Katy Perry
- 2017 : Computer Games - la vie du garçon perdu
- 2020 : Green Day - Meet Me On The Roof : le lycéen motard

## Théâtre
- 20 mars 2011 – 24 juin 2012 : Priscilla, folle du désert, la comédie musicale : Benjamin[14]
- 2012 : Godspell : Jésus
- 2012 : Radio City Christmas Spectacular : Ben
- 2013-15 : Les Misérables : Gavroche[15]
- 2019 : Into the woods : Jack[16]
- 2022 : Dear Evan Hansen : Jared Kleinman
- 2022 : Parade : Frankie Epps
- 2022 : Sweeney Todd : Tobias Ragg

## Distinctions

### Récompenses
- 23e cérémonie des Screen Actors Guild Awards 2017 : Meilleure distribution pour une série dramatique pour Stranger Things (2016-) partagé avec Millie Bobby Brown, Cara Buono, Joe Chrest, Natalia Dyer, Charlie Heaton, Joe Keery, David Harbour, Caleb McLaughlin, Matthew Modine, Rob Morgan, John Reynolds, Winona Ryder, Noah Schnapp, Mark Steger et Finn Wolfhard.
- 2017 : Young Entertainer Awards de la jeune meilleure distribution dans une série télévisée dramatique pour Stranger Things (2016-) partagé avec Millie Bobby Brown, Natalia Dyer, Caleb McLaughlin, Noah Schnapp et Finn Wolfhard.

### Nominations
- 2017 : IGN Summer Movie Awards de la meilleure performance TV dramatique dans une série télévisée dramatique pour Stranger Things (2016-) pour le rôle de Dustin Henderson.
- 2018 : MTV Movie + TV Awards de la meilleure équipe à l'écran dans une série télévisée dramatique pour Stranger Things (2016-) partagé avec Finn Wolfhard, Caleb McLaughlin, Noah Schnapp et Sadie Sink.
- 24e cérémonie des Screen Actors Guild Awards 2018 : Meilleure distribution pour une série dramatique pour Stranger Things (2016-) partagé avec Sean Astin, Millie Bobby Brown, Cara Buono, Joe Chrest, Catherine Curtin, Natalia Dyer, Charlie Heaton, Joe Keery, David Harbour, Caleb McLaughlin, Dacre Montgomery, Paul Reiser, Winona Ryder, Noah Schnapp, Sadie Sink et Finn Wolfhard.
- 20e cérémonie des Teen Choice Awards 2018 : Meilleur acteur dans une série télévisée dramatique pour Stranger Things (2016-) pour le rôle de Dustin Henderson.
- 21e cérémonie des Teen Choice Awards 2019 : Meilleur acteur dans une série télévisée dramatique pour Stranger Things (2016-) pour le rôle de Dustin Henderson.
- 26e cérémonie des Screen Actors Guild Awards 2020 : Meilleure distribution pour une série dramatique pour Stranger Things (2016-) partagé avec Millie Bobby Brown, Cara Buono, Jake Busey, Natalia Dyer, Cary Elwes, Priah Ferguson, Brett Gelman, Maya Hawke, Charlie Heaton, Andrey Ivchenko, Joe Keery, David Harbour, Caleb McLaughlin, Dacre Montgomery, Michael Park, Francesca Reale, Winona Ryder, Noah Schnapp, Sadie Sink et Finn Wolfhard
- 47e cérémonie des Saturn Awards 2022 : Meilleur  jeune acteur dans un programme en streaming dans une série télévisée dramatique pour Stranger Things (2016-) pour le rôle de Dustin Henderson.
- 2023 : Kids' Choice Awards de la star masculine TV préférée dans une série télévisée dramatique pour Stranger Things (2016-) pour le rôle de Dustin Henderson.